# Hush (2016)
Hush is een Amerikaanse horrorfilm uit 2016 onder regie van Mike Flanagan.

## Verhaal
Maddie is een schrijfster die in de bossen woont. Ze is doofstom en communiceert naar de bewoonde wereld met WhatsApp en FaceTime. Op een avond ziet ze door het raam een gemaskerde man die een psychopathische moordenaar blijkt te zijn. Maddie sluit alle ramen en deuren van haar woning, niet wetend dat hij daarvoor al in haar woning is geweest en haar mobieltje heeft afgepakt. Als de man daarna ook de stroom van haar woning afsluit, kan ze niemand meer waarschuwen. Haar teruggetrokken bestaan, maakt haar kwetsbaar. De man die ook een boog bij zich heeft, maakt duidelijk dat het een kwestie van tijd is wanneer hij haar zal vermoorden. Maddie geeft zich echter niet gewonnen en bedenkt een list om toch te kunnen ontsnappen.

## Rolverdeling
- Kate Siegel als Maddie
- John Gallagher Jr. als de man
- Michael Trucco als John
- Samantha Sloyan als Sarah
- Emma Graves als Max

## Achtergrond
De film ging in première op 12 maart 2016 op het South by Soutwest Film Festival in Austin. De distributierechten waren daarvoor al in handen gekomen van Netflix, die de film vervolgens uitbracht wereldwijd op 8 april 2016. De film werd positief ontvangen op Rotten Tomatoes waar het 94% goede reviews ontving, gebaseerd op 16 beoordelingen. De film won een 'iHorror Award' voor Best Direct Release Horror en een 'Rondo Statuette' voor Best Independent Film.